# 赤崎曉
赤崎曉（日语：／ Akasaki Akira，1998年1月21日—）是日本男子田径运动员，專項為中长跑及马拉松，現隸屬於株式會社九電工實業團。

## 人物
赤崎曉來自熊本縣菊池郡大津町。中學時期，他曾是排球社的一員。但在一次本地舉辦的馬拉松比賽中，他優於田徑社成員的成績引起注目。進入開新高等学校後開始接受專業田徑訓練。此後獲得同樣出身自熊本縣的岡田正裕教練賞識，被招募進入拓殖大學就讀。
拓殖大學在學期間，赤崎曉的實力得到提升。不僅連續四年參加箱根驛傳，更在大四時擔任隊長。他在2019年上尾市半程馬拉松中跑出了1小時1分46秒的個人最佳成績，獲得大學男子組亞軍，僅次於同校的肯尼亚外籍生約瑟夫·拉茲尼·勒梅特基。
畢業後，受到在2019年日本奧運馬拉松選拔賽中獲得第四名的大塚祥平的啟發，赤崎曉加入株式會社九電工。他不僅參加了全日本實業團驛傳，還積極備戰首次全程馬拉松。在2022年別府大分每日馬拉松中以不到2小時10分的成績完賽；同年12月，他在福岡國際馬拉松中以2小時09分01秒創下個人最佳成績，並獲得2023年日本奧運馬拉松選拔賽的參賽資格。
在2023年日本奧運馬拉松選拔賽中，儘管比賽後半程無法跟上本田技研工业實業團所屬的小山直城，赤崎曉仍以黑馬之姿獲得亞軍及2024年巴黎奧運參賽資格，成績2小時09分06秒。
2024年，赤崎曉與New Balance簽約，成為其贊助選手。

## 戰績

### 大學三大驛傳
| 學年                | 出雲驛傳                   | 全日本大學驛傳                            | 箱根驛傳                          |
| ------------------- | -------------------------- | ----------------------------------------- | --------------------------------- |
| 一年級 （2016年度） | 第28屆 未參賽              | 第48屆 5區，第11名 35分55秒               | 第93屆 10區，第12名 1小時13分05秒 |
| 二年級 （2017年度） | 第29屆 未參賽              | 第49屆 未參賽                             | 第94屆 3區，第10名 1小時04分08秒  |
| 三年級 （2018年度） | 第30屆 6區，第9名 30分52秒 | 第50屆 未參賽                             | 第95屆 1區，第18名 1小時04分26秒  |
| 四年級 （2019年度） | 第31屆 1區，第3名 24分26秒 | 第51屆 3區，第3名 33分57秒 （區間新紀錄） | 第96屆 3區，第9名 1小時02分53秒   |

### 全日本實業團驛傳
| 年               | 區間 | 名次   | 成績          | 備註 |
| ---------------- | ---- | ------ | ------------- | ---- |
| 2021年（第65屆） | 7區  | 第6名  | 47分26秒      |      |
| 2022年（第66屆） | 7區  | 第24名 | 48分57秒      |      |
| 2023年（第67屆） | 4區  | 第29名 | 1小時06分58秒 |      |
| 2024年（第68屆） | 2區  | 第22名 | 1小時03分59秒 |      |

### 馬拉松
| 年月       | 賽事                     | 名次  | 成績          | 備註                           |
| ---------- | ------------------------ | ----- | ------------- | ------------------------------ |
| 2022年2月  | 別府大分毎日馬拉松       | 第7名 | 2小時09分17秒 | 初馬                           |
| 2022年12月 | 福岡國際馬拉松           | 第8名 | 2小時09分01秒 | 個人最佳，獲得2023 MGC參賽資格 |
| 2023年10月 | 日本奧運馬拉松選拔賽     | 第2名 | 2小時09分06秒 | 獲得2024年巴黎奧運參賽資格     |
| 2024年8月  | 2024年夏季奥林匹克运动会 | 第6名 | 2小時07分32秒 | 個人最佳                       |

## 外部連結
- 赤崎曉在的頁面
- 赤崎曉的Instagram帳戶